# La Ciénega, Veracruz
La Ciénega är en ort i Mexiko.   Den ligger i kommunen Jáltipan och delstaten Veracruz, i den sydöstra delen av landet, 500 km öster om huvudstaden Mexico City. La Ciénega ligger 22 meter över havet och antalet invånare är 280.
Terrängen runt La Ciénega är platt, och sluttar söderut. Runt La Ciénega är det ganska glesbefolkat, med 47 invånare per kvadratkilometer. Närmaste större samhälle är Minatitlán, 19,0 km nordost om La Ciénega. Trakten runt La Ciénega består till största delen av jordbruksmark.